# Mickey Marcus
David Daniel "Mickey" Marcus, född 22 februari 1901 i New York i USA, död 10 juni 1948 i Abu Ghosh i Israel, var en judisk-amerikansk överste som slogs på Israels sida under det arabisk-israeliska kriget 1948 och som kom att bli Israels förste general. Han dog efter att ha blivit vådaskjuten av en israelisk soldat vid namn Eliezer Linski.